# Anancylus papuanus
Anancylus papuanus là một loài bọ cánh cứng trong họ Cerambycidae.